# Route départementale 6 (Allier)
Pour les articles homonymes, voir Route départementale 6.
La route départementale 6, abrégée en RD 6 ou D 6, est une route départementale de l'Allier reliant Bayet, au droit du giratoire de la route départementale 2009, près du lieu-dit La Grange Coupée, à la route départementale 2209 à Bellerive-sur-Allier.

## Histoire
Cette route était nommée, en 1910, le chemin de grande communication no 6.
En 1930, il était prévu le classement de cette route dans le domaine routier national. Le goudronnage de la route avait également été planifié pour 1932.
Déjà, dans les années 1930, le trafic important de poids lourds nécessitait une rectification et un élargissement du tracé, ainsi que le renforcement du pont sur le ruisseau du Béron.
En 2002, le carrefour avec la route nationale 209 à Bellerive-sur-Allier est modifié et devient un giratoire. Un autre giratoire est aménagé à l'été 2008 entre le chemin des Bernards et l'entrée ouest du parc omnisports Pierre-Coulon, et en 2009 avec les RD 2009 et 406 à son extrémité nord-ouest, à Bayet.

## Exploitation
La route départementale 6 est gérée par le conseil départemental de l'Allier. Son entretien est assuré par l'unité technique et territoriale (UTT) de Saint-Pourçain-sur-Sioule sur le territoire communal de Bayet, et de l'UTT de Lapalisse-Vichy pour les communes de Saint-Didier-la-Forêt, Saint-Rémy-en-Rollat, Charmeil et Bellerive-sur-Allier.

## Tracé de la route
La route commence près de Bayet au niveau du carrefour giratoire avec les routes départementales 2009 (ancienne route nationale 9) et 406 (route de desserte locale menant au lieu-dit des Bouillots). Après Saint-Didier-la-Forêt, elle traverse la forêt de Marcenat, avant de pénétrer dans l'agglomération vichyssoise (Saint-Rémy-en-Rollat).
La section comprise entre les départementales 67 et 2209 a une vocation plus urbaine. Elle dessert notamment la zone commerciale de Charmeil (quatrième pôle commercial de l'agglomération de Vichy), passe à proximité de l'ancien site Manurhin Défense (au lieu-dit Montpertuis, à la frontière avec Bellerive-sur-Allier) avant d'arriver au rond-point de l'Europe, à proximité d'un ensemble commercial. Sur cette commune, part l'antenne RD 6E menant vers les quartiers nord de Vichy et le centre omnisports ; près du terminus, elle dessert le CREPS Auvergne-Rhône-Alpes / Vichy et l'hippodrome, avant de déboucher sur la RD 2209 au rond-point Boussange.
Depuis le milieu de l'année 2010, la D 6 coupe le chemin partagé du pont de Bellerive au stade aquatique avec deux passages piétons au terminus de ladite route. En 2011, une piste cyclable longeant la départementale relie l'hippodrome au carrefour de Boussange (dans le cadre de la création d'itinéraires cyclables – tour du plan d'eau – embranchement du chemin partagé ouvert en 2010). En 2023, une piste cyclable est aménagée par la communauté d'agglomération Vichy Communauté afin de sécuriser les déplacements des cyclistes entre Charmeil, Bellerive-sur-Allier et Vichy, et inaugurée le 16 décembre.

### Communes traversées
Les communes et lieux-dits traversés sont :
- La Grange Coupée, commune de Bayet (km 0) ;
- La Caudre, communes de Bayet et de Saint-Didier-la-Forêt ;
- Le Défant, commune de Saint-Didier-la-Forêt ;
- Saint-Didier-la-Forêt (km 6) ;
- Saint-Rémy-en-Rollat (km 13) : Rue de Saint-Pourçain, puis Rue de Vichy ;
- Charmeil (km 16) : Route de Saint-Pourçain ;
- Bellerive-sur-Allier (km 20) : Route de Charmeil.

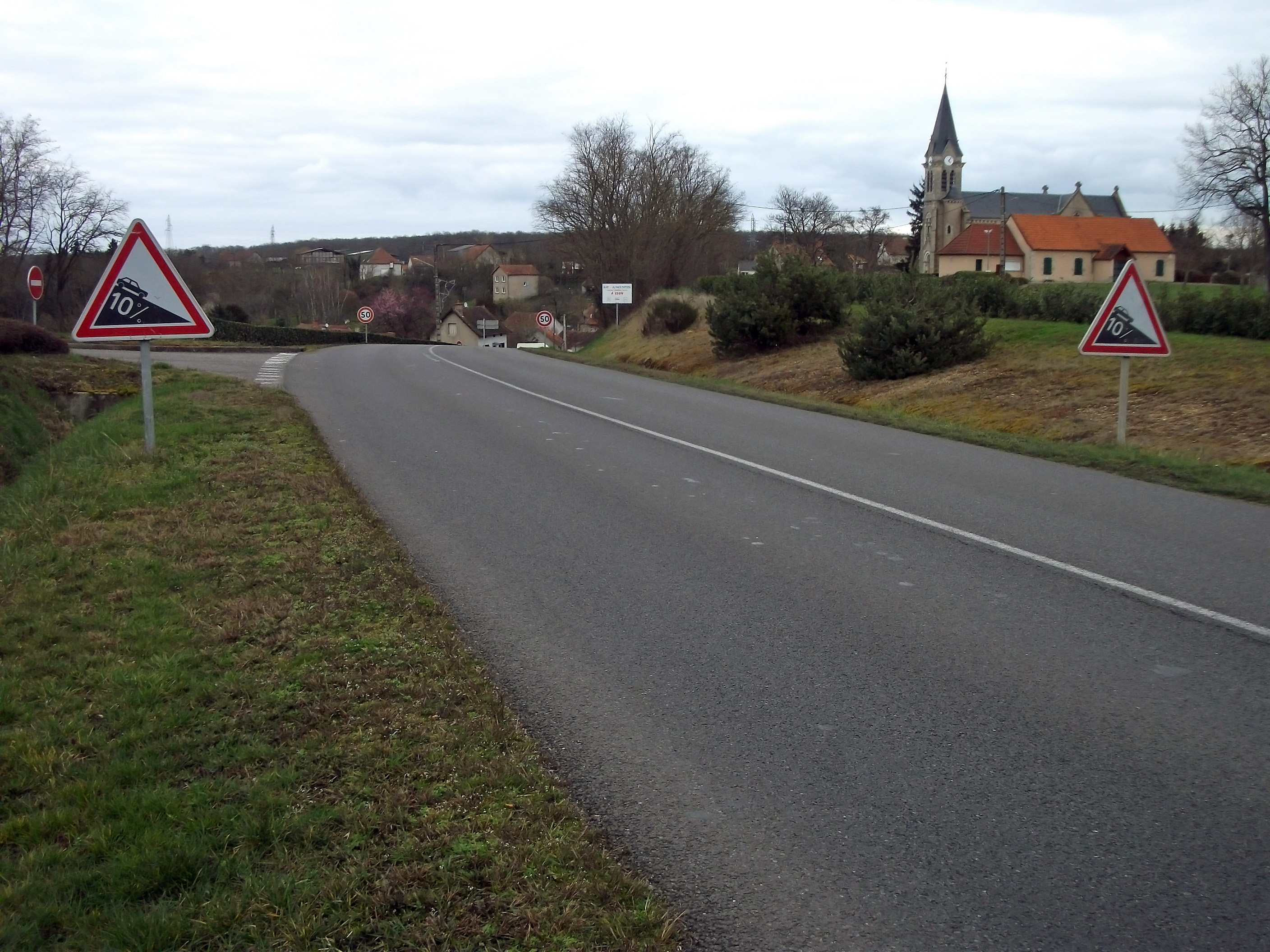
À Saint-Didier-la-Forêt, direction Montluçon, en mars 2016.
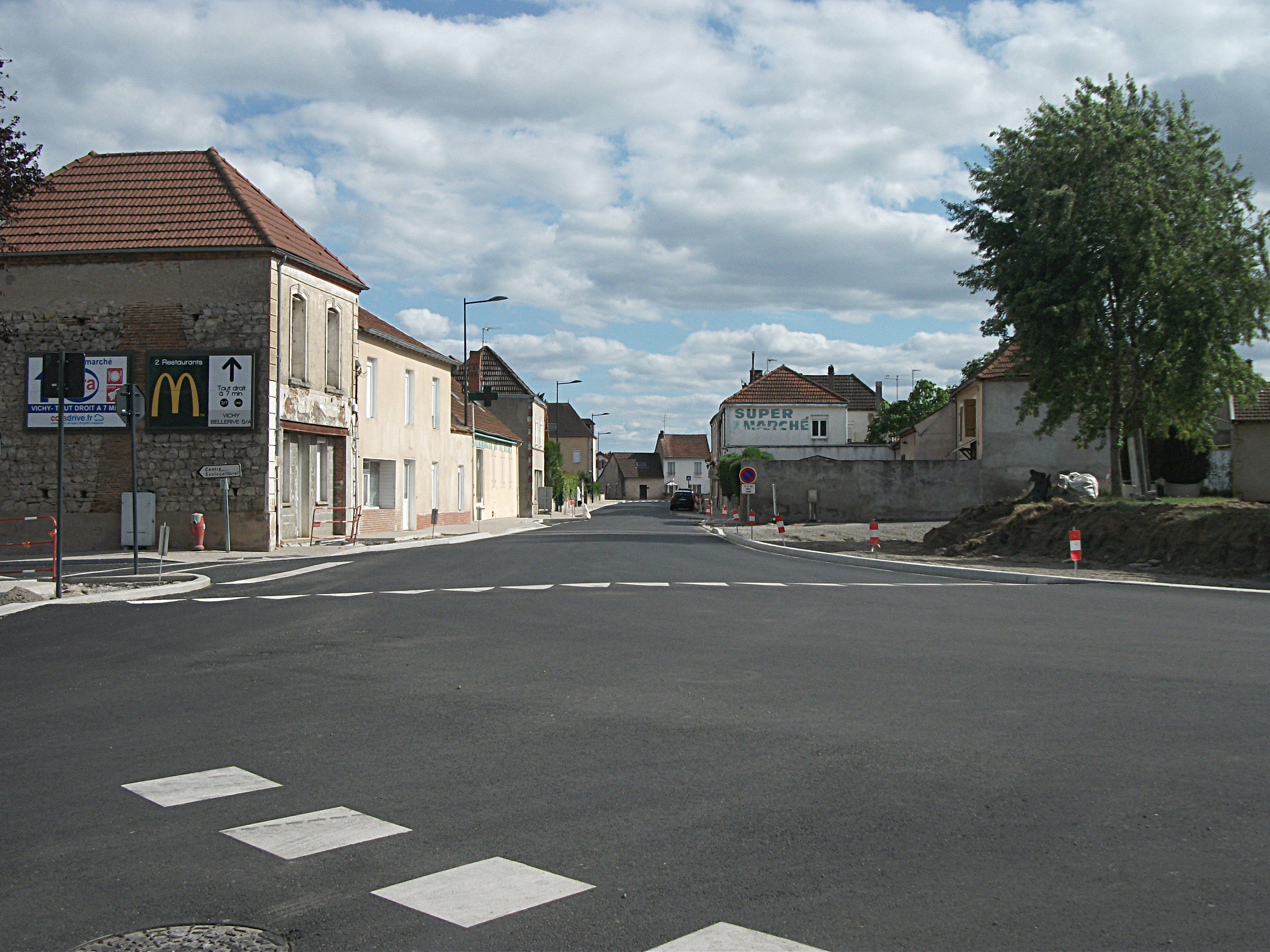
À Saint-Rémy-en-Rollat, direction Vichy, en juillet 2017.
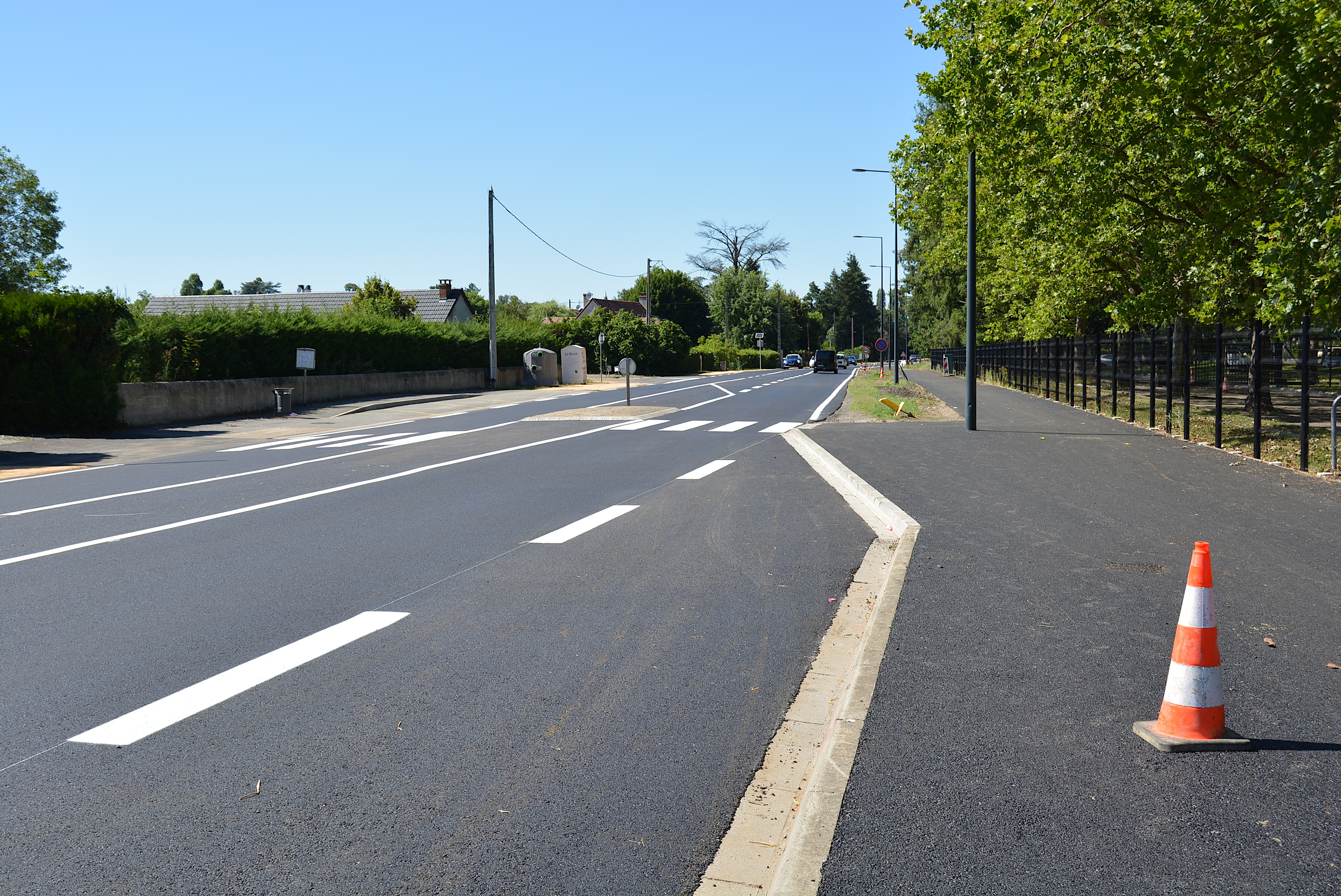
À Bellerive-sur-Allier, à hauteur du CREPS, en juillet 2023.

### Intersections
La route départementale 6 croise plusieurs autres routes départementales, assurant principalement une desserte locale :
- les RD 2009 et 6 à Bayet ;
- les RD 219 (Bayet et Ambon), 277 (Ambon), 218 (Broût-Vernet et Marcenat) et 418 (Loriges) à Saint-Didier-la-Forêt ;
- les RD 520 (Vendat - Lourdy), 142 (Marcenat), 220 (Vendat) et 67 (Saint-Germain-des-Fossés) à Saint-Rémy-en-Rollat ;
- la RD 27 (Escurolles, Vendat et la ZI de Vichy Rhue) à Charmeil ;
- les RD 6E (Vichy, quartiers nord) et 2209 (A719, Gannat) à Bellerive-sur-Allier.

## Trafic
La route départementale 6 est classée route à grande circulation entre la route départementale 67 à Saint-Rémy-en-Rollat et la route départementale 2209 à Bellerive-sur-Allier.
La RD 6 est l'axe routier départemental le plus fréquenté du département de l'Allier, dans la section précitée ; « elle accueille le trafic de transit entre l'est du département et l'autoroute A719 ». Le département a relevé un comptage supérieur à 15 000 véhicules par jour sur la section comprise entre Charmeil et Bellerive-sur-Allier (16 660 véhicules par jour autour de Charmeil en 2013 et 18 152 sur la section finale à Bellerive-sur-Allier en 2012), ainsi que l'intégralité de l'antenne RD 6E (18 162 véhicules par jour dont 4,9 % de poids lourds en 2015). À l'inverse, la section entre Bayet et Saint-Rémy-en-Rollat présente un trafic plus faible (environ 4 000 véhicules par jour en 2015).
C'est d'ailleurs, à l'échelle de l'agglomération, sur cette section de route, que se concentre le trafic poids-lourds local.
Ce fort trafic inquiète les riverains de la route de Charmeil. En 2011, un pic de 21 000 véhicules par jour a même été atteint sur les deux derniers kilomètres de la RD 6, jugée très dangereuse.
| Lieu             | 2006                        | 2007                         | 2009                        |
| ---------------- | --------------------------- | ---------------------------- | --------------------------- |
| Nord de Charmeil | 11 614 (poids lourds 9,2 %) | 11 816 (poids lourds 10,6 %) | 16 661 (poids lourds 7,2 %) |

À Saint-Rémy-en-Rollat, le trafic routier s'élevait à 11 077 véhicules par jour et à 1 525 poids lourds en 2017. En 2022, le trafic véhicules légers a baisse à 10 968, mais celui des poids lourds a augmenté (1 966), en raison d'un report de trafic lié aux travaux de transformation de la RCEA en autoroute et du pont de Chazeuil.
La circulation des poids lourds est interdite sur la section comprise entre la D 2009 (Bayet) et la D 67 (giratoire de la Goutte). Elle est autorisée sur la section comprise entre la D 67 et la D 2209 (giratoire de Boussange).

### Projet de contournement nord-ouest de Vichy
Face à l'augmentation de la circulation routière à Vichy et son agglomération, il est projeté un contournement nord-ouest de Vichy, qui soulagera la circulation sur la RD 6. Ce projet vise à améliorer la desserte routière d'une agglomération qui a longtemps souffert de son absence d'accès autoroutier (l'autoroute A719 est ouverte depuis le début de l'année 2015) d'une part, ainsi que la desserte interne d'autre part ; la RD 6 aura une vocation urbaine. Le projet n'a pas encore été déclaré d'utilité publique, d'autant plus que la mise en service est maintes fois repoussée (mais prévue en 2025).
Le trafic diminuera lorsque le contournement nord-ouest sera réalisé (baisse de 20 à 50 %).
Une enquête publique relative à la réalisation du contournement devait avoir lieu du 20 octobre au 22 novembre 2022, mais elle a été annulée par la préfecture de l'Allier en raison de l'absence de l'avis du ministre de la Transition écologique et de la cohésion des territoires (avis défavorable du Conseil national de la protection de la nature du 15 août 2022 sur la demande d'autorisation environnementale). Ce document manquant permet de relancer l'enquête publique, qui s'est finalement tenue du 22 novembre 2022 au 6 janvier 2023.
À l'issue de l'enquête publique, plusieurs centaines de contributions ont été recensées (plus de 650, les thèmes les plus souvent évoqués étant le trafic routier, les nuisances et l'environnement naturel) :
- celles qui sont favorables au projet de contournement nord-ouest invoquent des nuisances sonores dans la traversée de Charmeil, des problèmes de circulation à vélo (même si l'agglomération a depuis réalisé une piste cyclable entre Charmeil et Bellerive-sur-Allier le long de la RD 6)[8], voire une augmentation du trafic sur d'autres axes routiers au nord de Vichy[23] (itinéraires de substitution non adaptés[18]). Pour le maire de Vichy, le passage incessant de poids lourds à proximité d'un site inscrit au patrimoine mondial (Vichy, site transnational des Grandes villes d'eaux d'Europe) et d'équipements sportifs (le parc omnisports et le CREPS) est une « aberration »[23] ;
- celles qui sont défavorables au projet invoquent l'inutilité d'une telle réalisation depuis que la route nationale 79 (RCEA) a été transformée en autoroute A79, le non-respect de la réglementation spécifique au trafic de transit qui passe par Bellerive-sur-Allier ou un projet qui traverse des zones humides[23].

Des solutions alternatives au contournement nord-ouest ont été proposées à la suite de l'enquête publique, telles que l'obligation aux poids lourds en transit d'emprunter les autoroutes A71 et A79. Certains transporteurs routiers justifient pourtant l'utilité de réaliser le contournement nord-ouest, les camions préférant transiter par la D 6 plutôt que par la RCEA qui peut constituer un long détour.
La commission d'enquête publique émet un avis défavorable. Bien que mettant l'accent sur une forte baisse du trafic routier sur les routes départementales 6 et 2209 dans les traversées de Charmeil et Bellerive-sur-Allier (−36 % de véhicules et −90 % de poids lourds) et une réduction des nuisances sonores sur ces deux axes, elle pointe néanmoins des insuffisances sur le volet environnemental, avec une destruction de 14,5 ha d'espaces forestiers pour 10 ha reboisés.

## Antenne

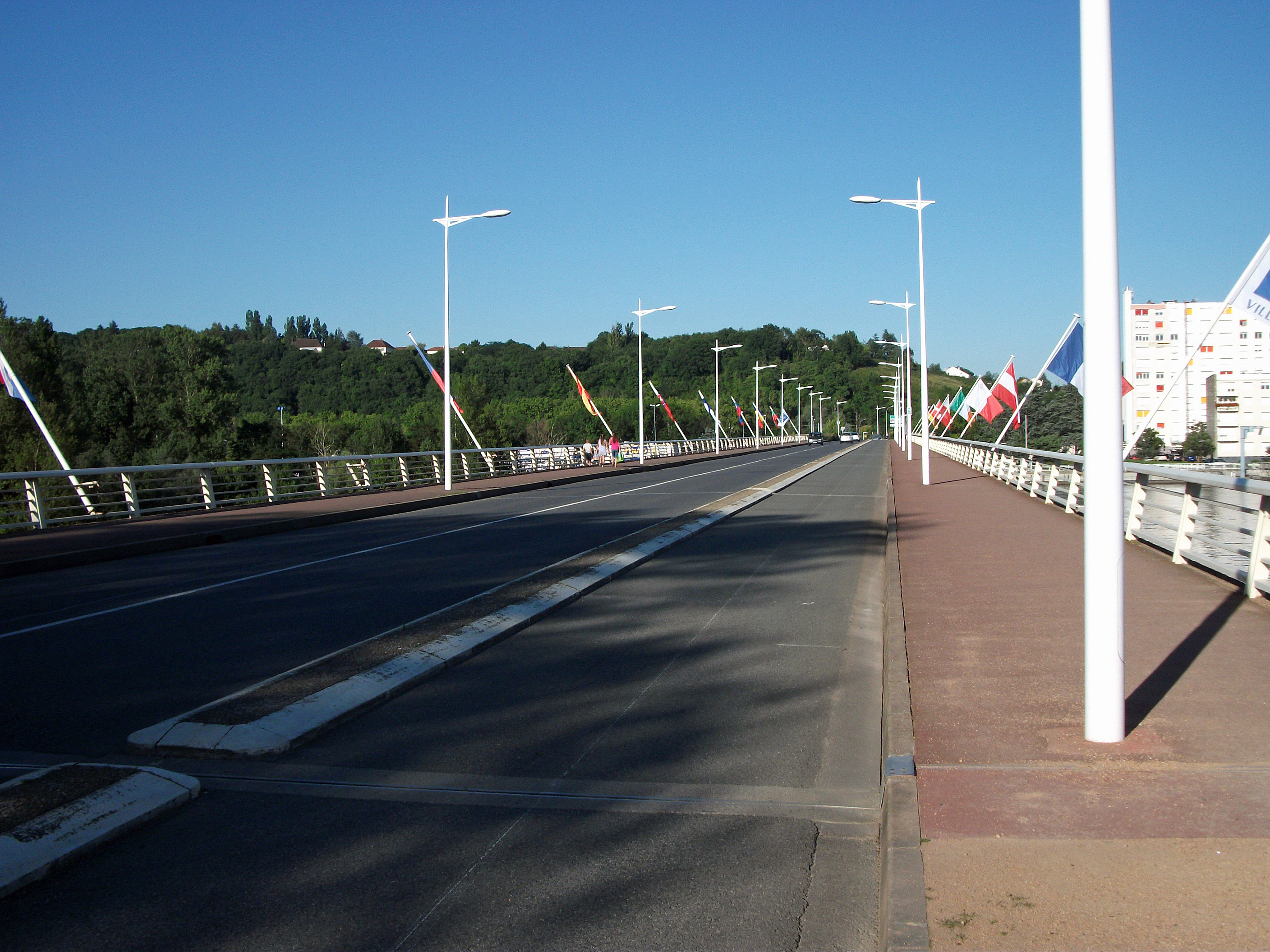
Franchissement du pont de l'Europe, côté Bellerive-sur-Allier, en juillet 2014.

Une antenne de la route départementale 6, la RD 6E, relie le nord de Bellerive-sur-Allier, au rond-point de l'Europe, à Creuzier-le-Vieux (où elle rejoint la RD 27 près du pont Boutiron), via la zone commerciale des Ailes, au nord de Vichy. Elle est longue d'environ trois kilomètres.
Une piste cyclable existe tout le long de la RD 6E, entre le rond-point de l'Europe et l'entrée dans Vichy (pont de l'Europe inclus), puis le long de l'allée des Ailes jusqu'au collège Jules-Ferry.
Ses communes traversées sont :
- Bellerive-sur-Allier : Avenue de l'Europe ;
- Franchissement de l'Allier par le pont-barrage de l'Europe ;
- Vichy : Allée des Ailes ;
- Boutiron, commune de Creuzier-le-Vieux : Rue des Ailes.

## Événements
Cette route a notamment été empruntée par le Tour de France 2008 lors de la dix-neuvième étape, le 25 juillet 2008 entre le rond-point de l'Europe et la route départementale 2009 et par le Paris-Nice 2009, lors de la troisième étape le 10 mars 2009.